# Oberheimbach
Oberheimbach est une municipalité de la Verbandsgemeinde Rhein-Nahe, dans l'arrondissement de Mayence-Bingen, en Rhénanie-Palatinat, dans l'ouest de l'Allemagne.

## Références

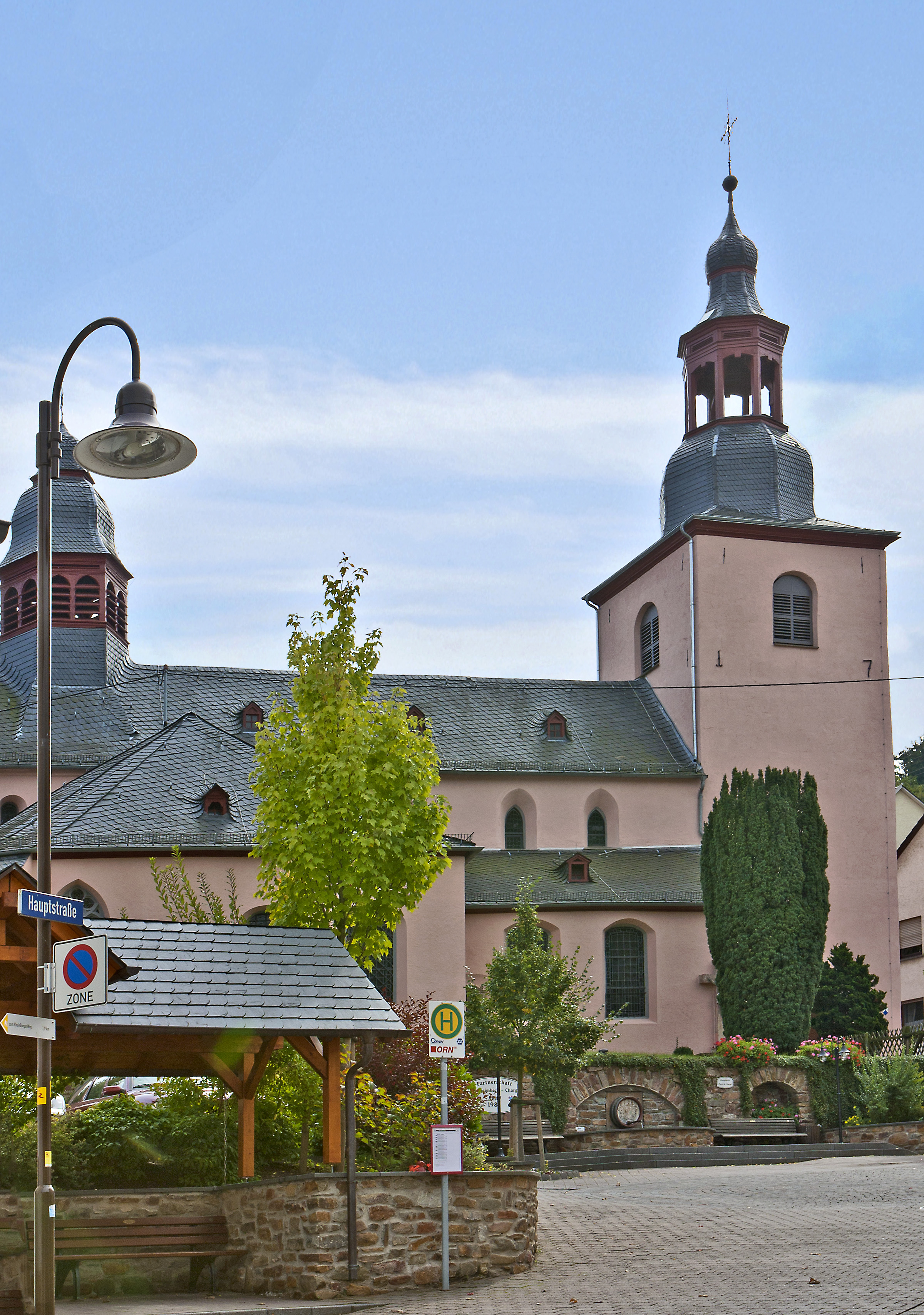
Église catholique.
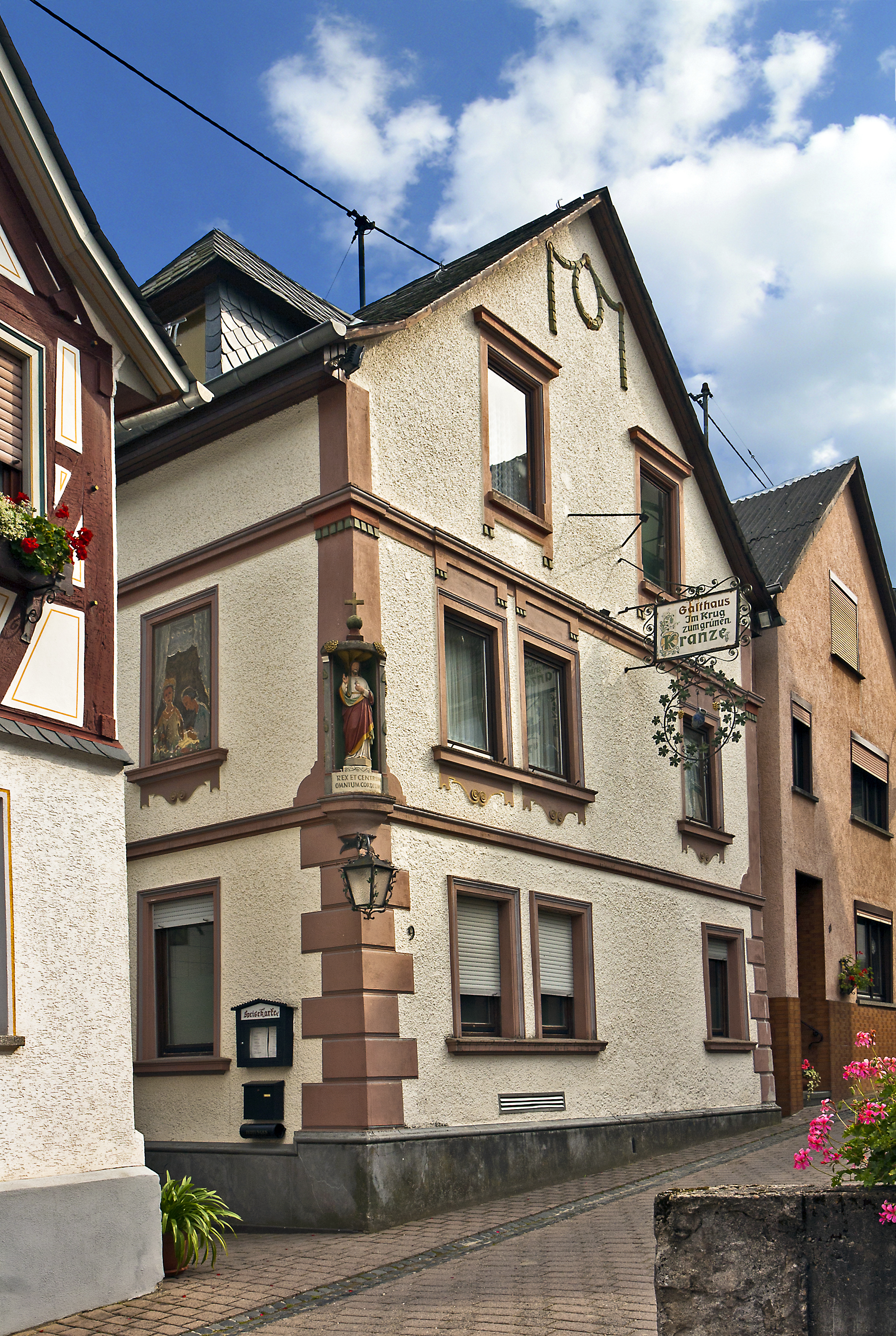
Hôtel d'Oberheimbach.
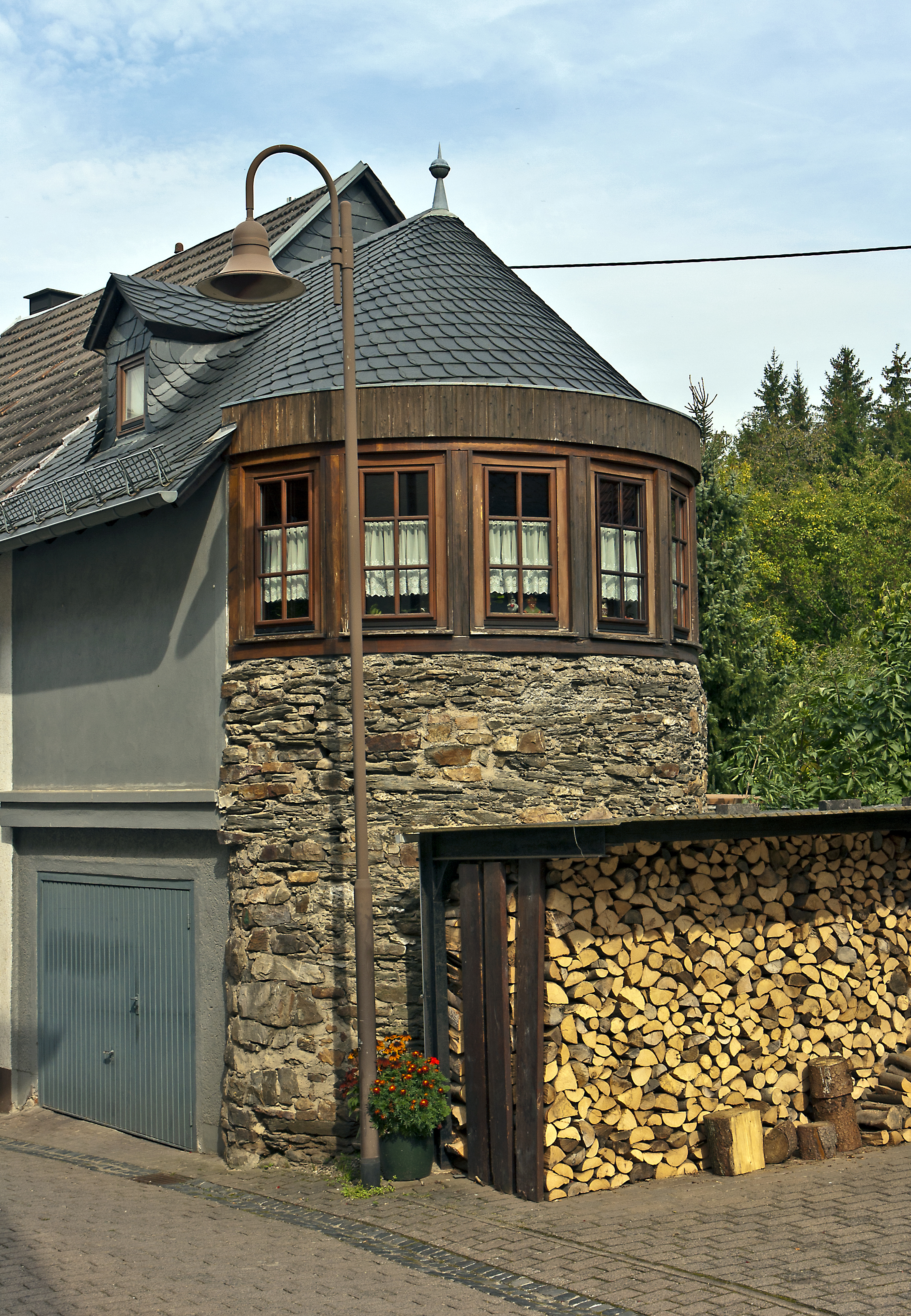
Tour d'Oberheimbach.
Localisation d'Oberheimbach dans la Verbandsgemeinde et dans l'arrondissement.